# 朗普蒂
朗普蒂（法語：Lempty）是法国多姆山省的一个市镇，属于提耶爾區（Thiers）勒祖县（Lezoux）。该市镇总面积4.76平方公里，2009年时的人口为354人。

## 人口
朗普蒂人口变化图示